# Camponotus snellingi
Camponotus snellingi är en myrart som beskrevs av Bolton 1995. Camponotus snellingi ingår i släktet hästmyror, och familjen myror. Inga underarter finns listade.

## Bildgalleri

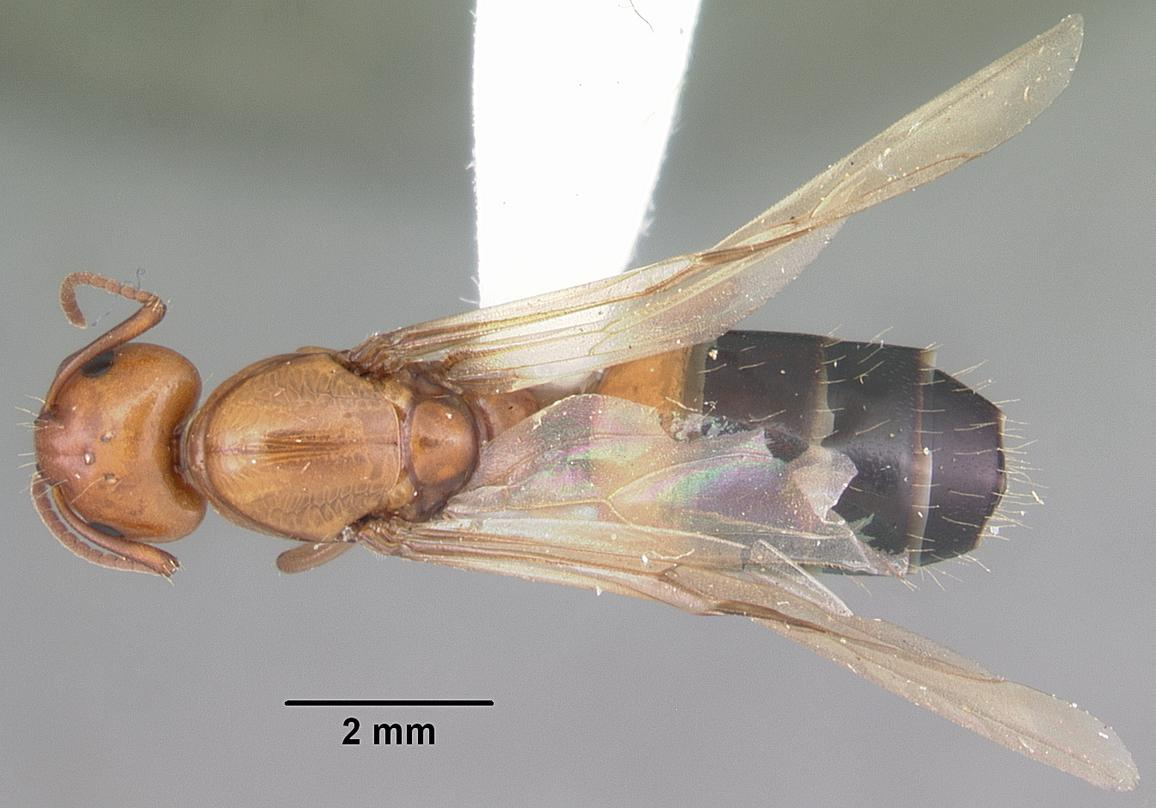
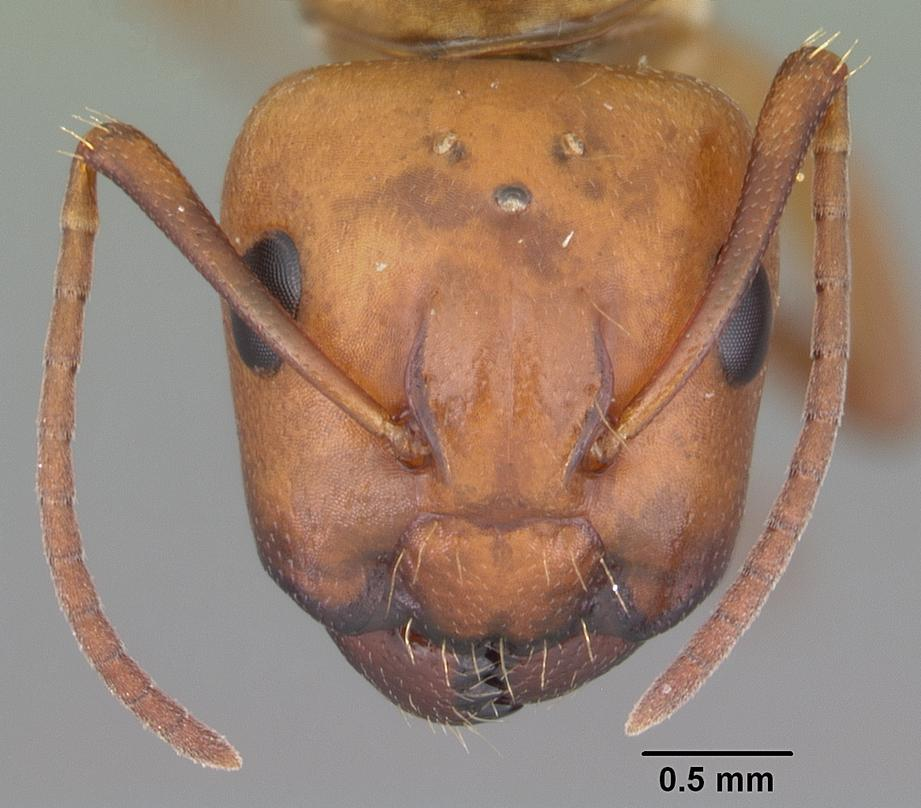
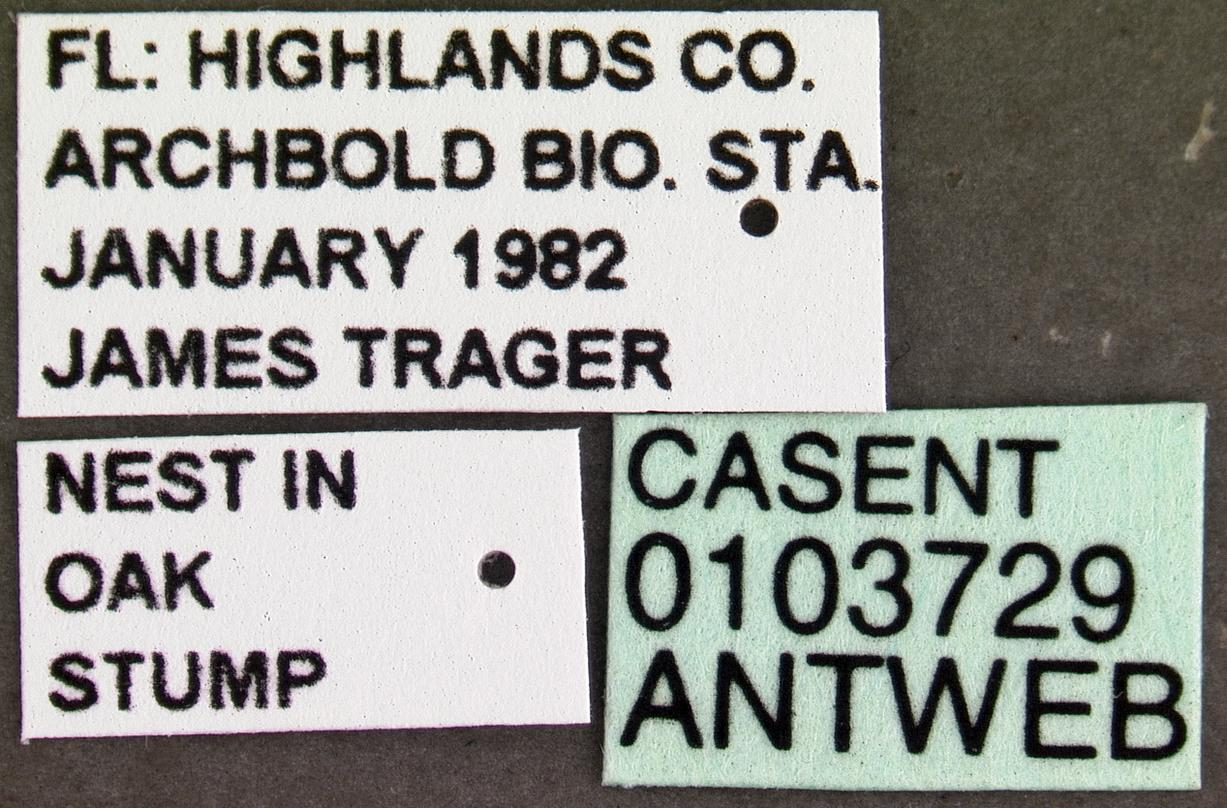
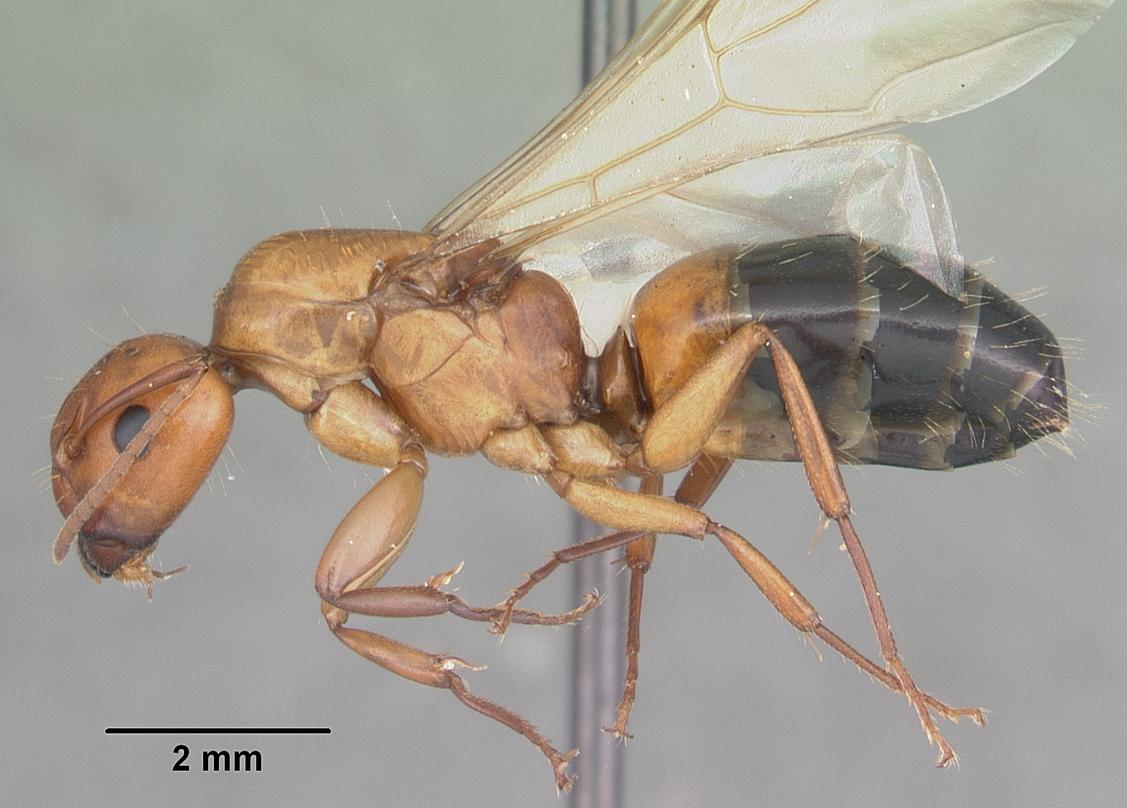
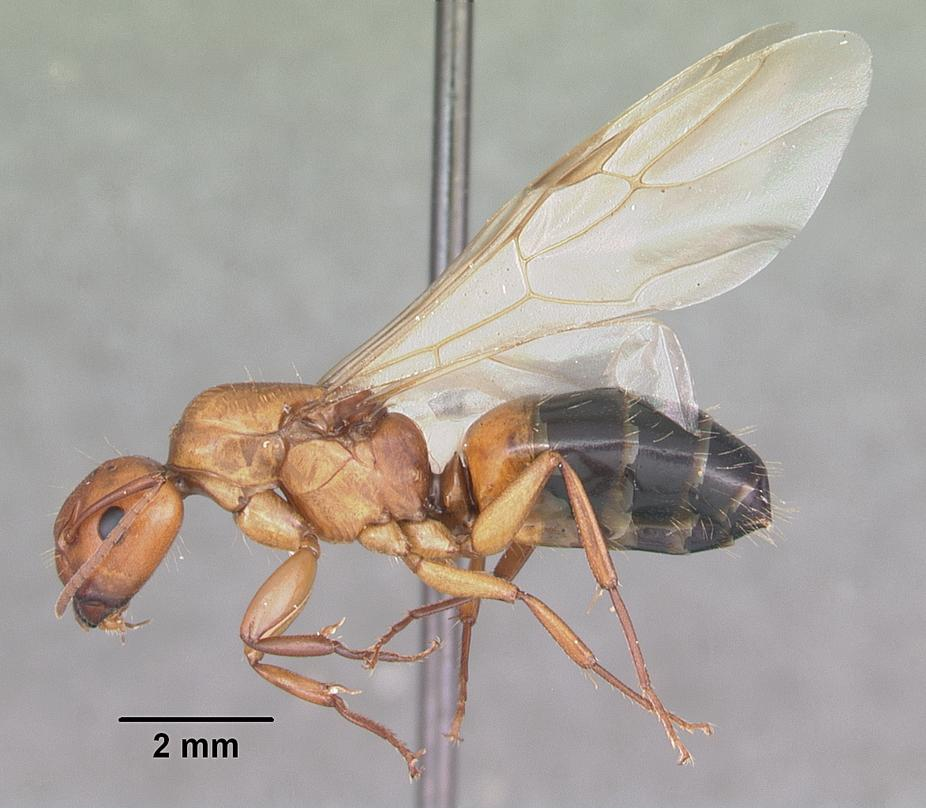
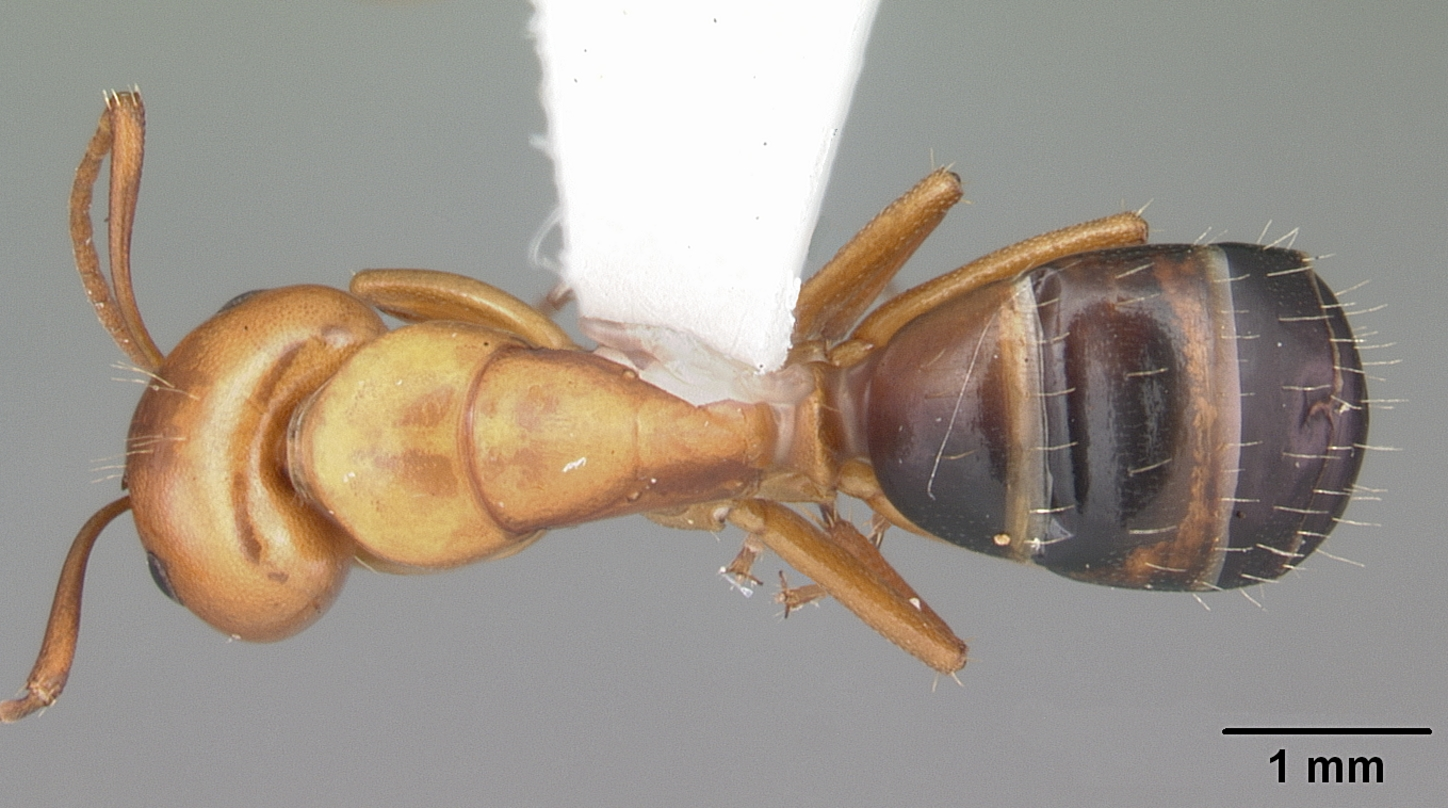